# Cima Paganini
La cima Paganini (3051 m) è una montagna delle Alpi Marittime, situata nell'alta valle Gesso, in provincia di Cuneo.

## Caratteristiche
Si trova sulla dorsale secondaria che, distaccandosi dallo spartiacque alpino principale dalla cima Ghiliè in direzione nord, raggiunge il monte Argentera. Lo spartiacque di questa dorsale, su cui giace la vetta, separa il comune di Valdieri da quello di Entracque. La vetta sorge poco a nord della cima di Nasta, ed a sud del monte Argentera.
Dal punto di vista geologico è composta da gneiss appartenenti al massiccio cristallino dell'Argentera.
La vetta rimase senza nome fino al 1930, quando fu dedicata a Pio Paganini, ingegnere topografo dell'Istituto Geografico Militare.

## Ascensione alla vetta
La prima ascensione alla vetta ebbe luogo nell'agosto del 1902, ad opera di Victor De Cessole accompagnato dalle guide J. Plent e H. Bernard.
La via normale ha inizio dal pian della casa del Re, nella valle Gesso della Valletta. Si raggiunge per sentiero il rifugio Remondino, indi si risale verso il lago di Nasta. Qui si piega a sinistra, e si sale al colle della Forchetta, a sud della cima di Nasta. Si taglia la base di questa su una cengia sul versante sud, poi si scende a raggiungere il colle di Nasta (2939 m), da dove si risale per cresta fino alla vetta.

### Rifugi
Il vicino rifugio Remondino può fungere da punto d'appoggio per l'ascensione.

### Cartografia
- Cartografia ufficiale dell'Istituto Geografico Militare in scala 1:25.000 e 1:100.000, consultabile on line
- Sistema Informativo Territoriale della provincia di Cuneo, su base cartografica 1:10.000
- Istituto Geografico Centrale - Carte dei sentieri 1:50.000 n.8 "Alpi Marittime e Liguri" e 1:25.000 n. 113 "Parco naturale dell'Argentera"